# Процес народне реорганизације
Процес народне реорганизације (шп. El Proceso de Reorganización Nacional) је назив који је дат пакету социјалних и економских мера и политика које су се спроводиле током војне диктатуре у Аргентини између 1976. и 1983. Дана 24. марта 1976. године долази до државног удара који је сменио демократску владу Изабеле Перон и на њено место довео војну хунту на чијем челу су се налазили команданти три рода војске: Хорхе Рафаел Видела (пешадија), Емилио Едурардо Масера (морнарица) и Орландо Рамон Агости (авијација).
Поред ужасне економске кризе и рата за Фокланде, војна диктатура је такође резултовала у десетинама хиљада отетих, мучених, убијених, као и несталих или изгнаних.
Тачан број несталих још увек није утврђен: према организацијама за људска права, тај број се процењује на 30.000; Национална комисија за нестале особе (шп. Comisión Nacional sobre la Desaparición de Personas — CONADEP) документовала је 8.961 случај; до 2007. године, Подсекретаријат за људска права има око 15.000 регистрованих жртви диктатуре. Међу жртвама се налазе и деца, чији се број процењује између 250-500. Многа од те деце су била усвојена пошто им се идентитет избрисао, с обзиром да су била деца несталих. Постоји организација која се зове Баке са Мајског трга (шп. Abuelas de Plaza de Mayo), која се бави тражењем и идентификовањем те деце. До јануара 2007. пронађено је њих 85.
Између 1976. и 1983. године функционисало је око 610 тајних затвора. Затвореници, након што су били најзверскије мучени, убијани су у летовима смрти (шп. vuelos de la muerte), при којима су били дрогирани и бацани из војних авиона у море. У свим случајевима, умирали су од дављења.
Године 1984. Национална комисија за нестале особе (шп. Comisión Nacional sobre la Desaparición de Personas — CONADEP) је истражила злочине против човечности који су били почињени током Процеса. Резултат те истраге је извештај под именом Никад више (шп. Nunca Más).
Хорхе Рафаел Видела, Емилио Едурардо Масера и Орландо Рамон Агости су били изведени пред суд и осуђени на доживотну робију због злочина почињених током војне диктатуре 1984. године. Други одговорни су такође били изведени пред суд и осуђени како у Аргентини тако и у другим земљама. Процеси су трајали око десет година након догађаја. Карлос Менем, аргентински председник између 1989. и 1990, је помиловао све осуђене за злочине током ове војне диктатуре.
Дана 25. априла 2007. аргентински врховни суд је опозвао ово помиловање, прогласио га противуставним, и поново ставио на снагу пресуде против човечности из 1984. године.
Хорхе Видела је 13. октобра 2008. године пребачен из кућног притвора у затвор на издржавање доживотне казне.
Након пет година, 5. јула 2012. године, аргентински суд осудио га је на 50 година затвора због наредбе о отимању и одвајању 500 беба од породица левичарских политичких дисидената који су били незаконито ухапшени и затварани током његове владавине у Процесу народне реорганизације.